# Stephan Buxin
Stephan Buxin, né le 24 décembre 1909 à Liège et mort en 1er mai 1996 à Paris 16e, est un sculpteur, médailleur et dessinateur belge naturalisé français.

## Biographie
Stephan Buxin naît le 24 décembre 1909 dans une famille belge de Liège, qui l'inscrit en 1924 aux cours de sculpture de l'Académie royale des beaux-arts de Liège. Son professeur Georges Petit devient son mentor.
En 1930, Stephan Buxin s'installe à Paris et obtient un diplôme aux Beaux-Arts de Paris. Il rejoint l’atelier de Paul Landowski (1875-1961). Il y rencontre les sculpteurs Charles Despiau (1874-1946) et Robert Wlérick (1882-1944). Il est naturalisé français en 1947.
Dans une esthétique figurative classique, éloignée de toute influence des mouvements artistiques du XXe siècle, il sculpte le plâtre, le marbre, le bronze et travaille en particulier les thèmes de l'enfance et des figures féminines et masculines,.

Œuvres de Stephan Buxin
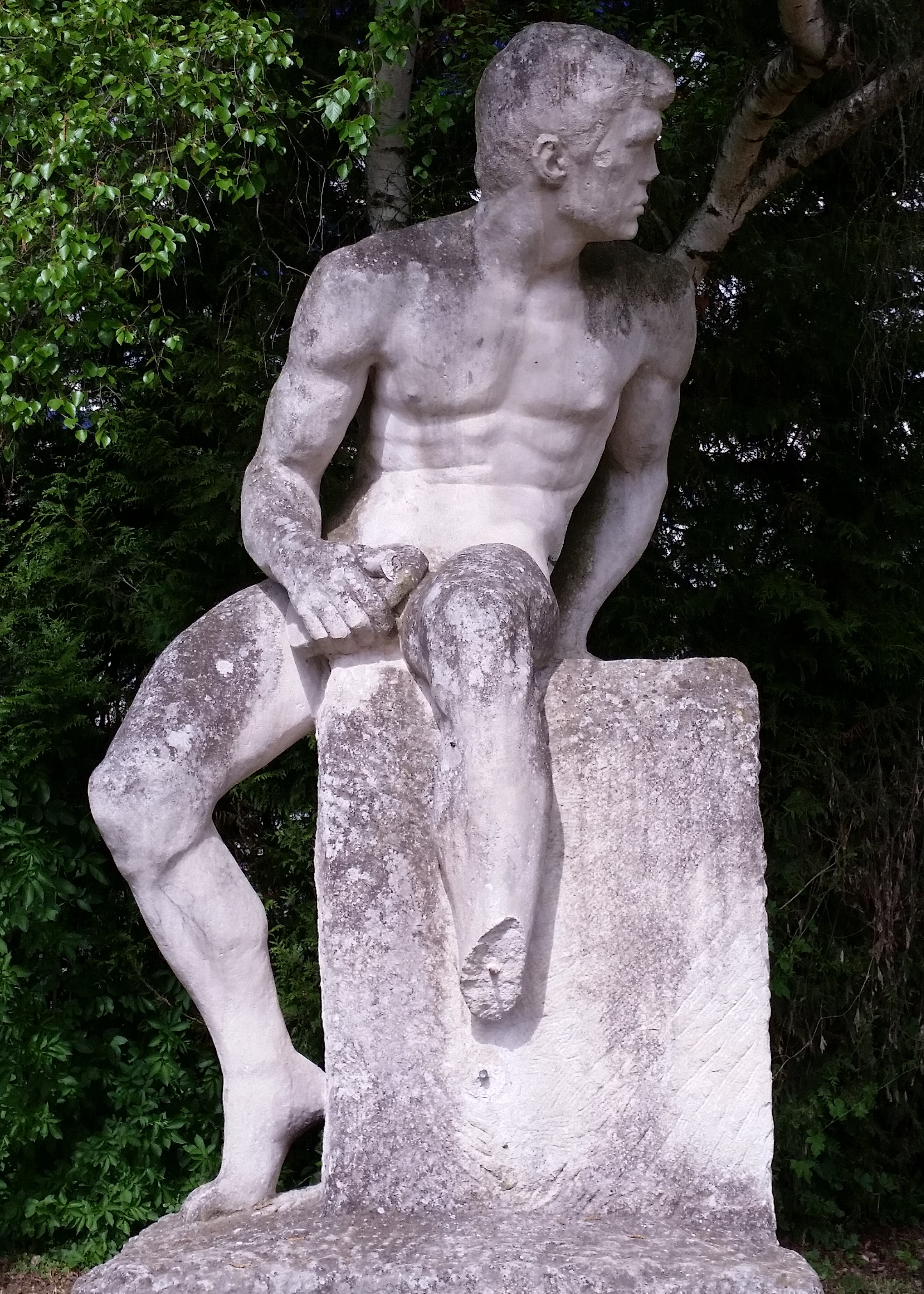
L'Athlète de Ville-d'Avray (1970), Ville-d'Avray.
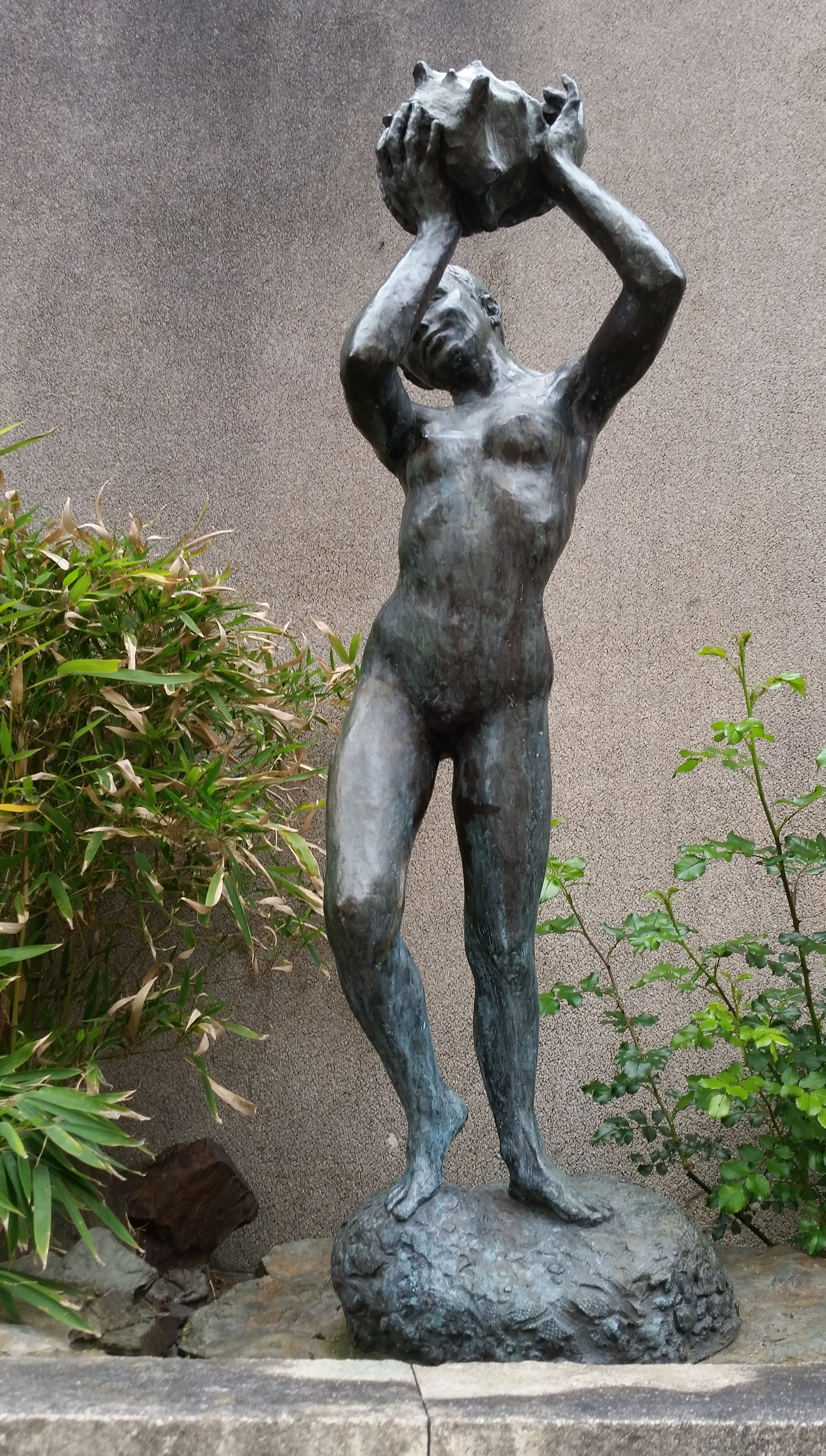
La Fontaine d'amour (1989), bronze, Sèvres.
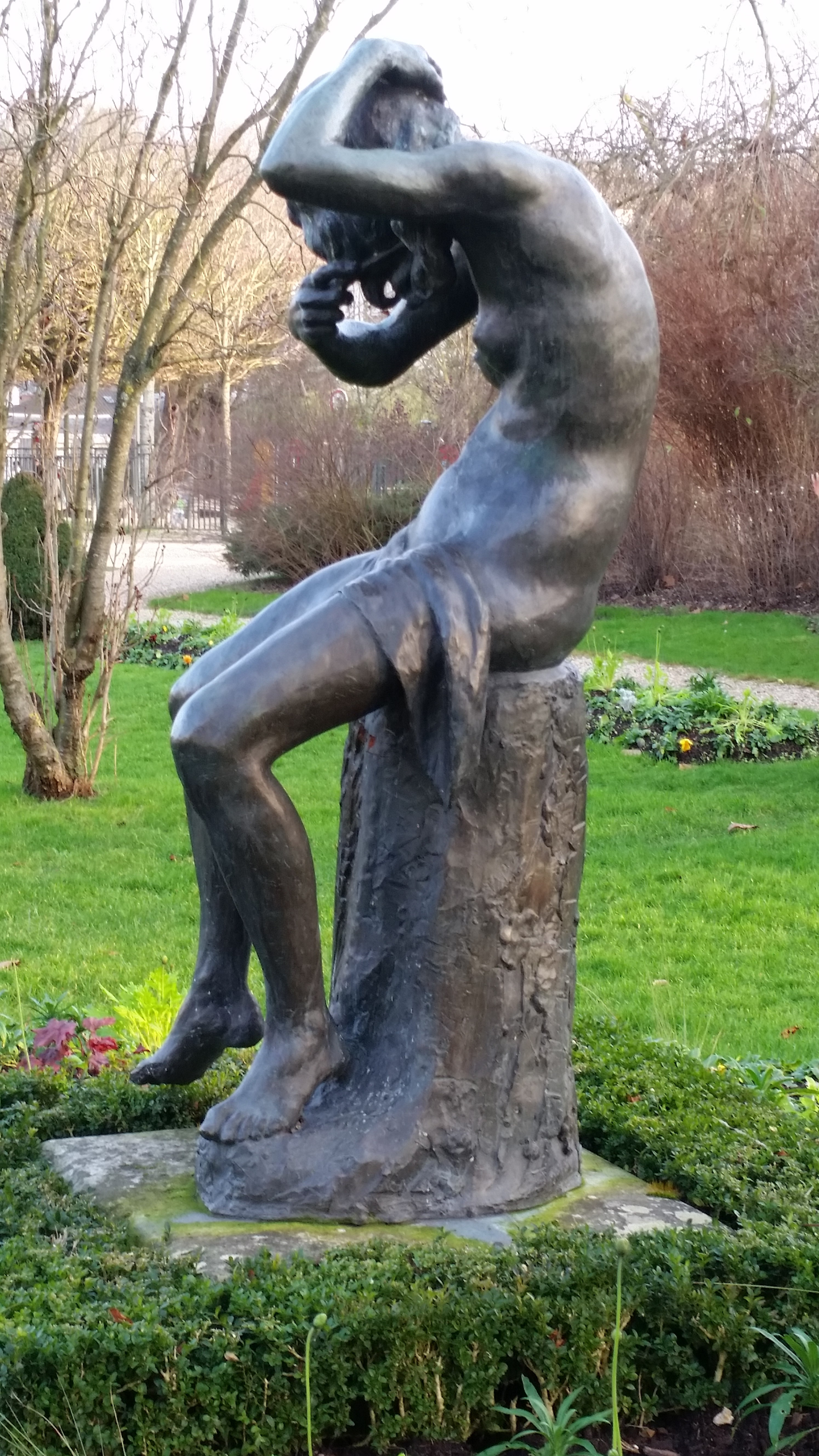
Lucile se coiffant (1991), Sèvres.